# Tony Banks
Anthony George Banks (East Heathly, Sussex, Inglaterra, 27 de marzo de 1950) es un músico, teclista y compositor británico de rock progresivo, fundador y miembro del grupo Genesis.

## Historial

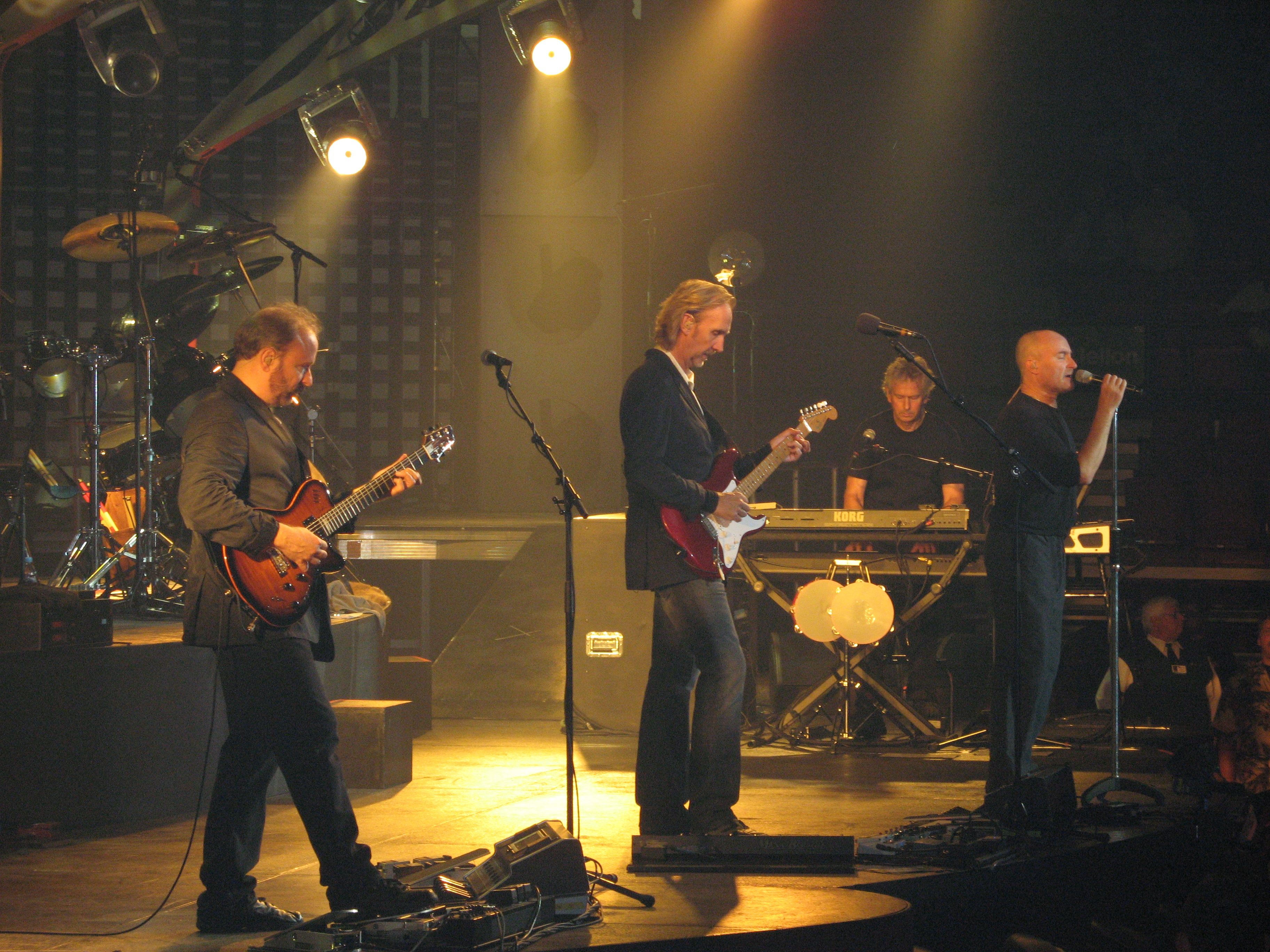
Genesis interpretando "The Carpet Crawlers" en el Mellon Arena, Pensilvania, EE. UU.

En septiembre de 1963 Tony ingresa a la escuela secundaria de Charterhouse, en Surrey, Inglaterra. Charterhouse es un colegio tradicional británico para estudiantes de familias adineradas y allí Banks comenzó a interesarse por las artes, en general. En lo musical, Banks se formó inspirándose en lo clásico fusionado a lo pop, con lo que empezó a desarrollar su talento al piano y los órganos.
Es precisamente en el colegio donde conoció a dos jóvenes estudiantes: Peter Gabriel y Chris Stewart. Ambos influidos por la música del momento (The Beatles, The Rolling Stones), quienes habían creado una banda: «Garden Wall». Esta agrupación tocaba en recitales de la escuela, pero, a su vez, sirvió de catapulta para que Banks conociera a otros dos estudiantes que cambiarían su vida: Anthony Phillips y Mike Rutherford, ambos provenientes de la agrupación «The Anon», en 1966.
De la fusión de las experiencias musicales de Gabriel, Banks, Phillips y Rutherford nació, pues, la primera formación de Genesis. Banks se convertiría en uno de los músicos fundamentales de la banda con el correr de los años y su versatilidad, en todo tipo de teclados, hizo que se consolidara (junto con sus contemporáneos Richard Wright de Pink Floyd; Rick Wakeman de Yes y Keith Emerson de ELP) como uno de los mejores tecladistas del Rock progresivo, y a pesar de que la banda tuvo un notable cambio musical, Banks supo adaptarse rápidamente al cambio demostrando ser el músico más aventajado de la alineación.
En 1979, Banks debutó como solista con el disco A Curious Feeling, obra basada en un sonido potente de rasgo sinfónico.
Ya para 1983, el éxito de sus amigos Phil y Peter anima a refinar el estilo de sus trabajos solistas. Tony se orienta hacia el mundo del Pop progresivo con pleno dominio de los teclados y sintetizadores (algo bastante común para la época): el resultado fue «Fugitive», una obra que no obtuvo la repercusión merecida.
En 1985, realizó composiciones para Hollywood en la película «Lorca and the outlaws» pero, al ser una producción de bajo presupuesto, no consigue ningún beneficio económico. Así, lanza el disco «Soundtracks», que recopila todo el material compuesto para ese film. En dicho álbum también se encuentran temas de la película «Quicksilver», y en uno de ellos aparece la voz principal del excantante de Marillion «Fish».
En 1989 editó «Bankstatement», otro disco que no tuvo la suerte merecida con respecto a su difusión.
Casi a la par que We can't dance de Genesis, Banks saca a la venta «Still», mejorando en calidad y comercialidad todo lo antes conseguido por el tecladista. Cuenta con cantantes de «lujo» como Andy Tailor, Nik Kershaw, Fish y Jamey Klimed. Sin embargo, no continúa con la misma suerte con su próximo trabajo, «Strictly Inc.», que resulta un fracaso de ventas, lo que lleva a una decepción profunda al músico conduciéndolo a no querer editar un disco en años, hasta su retorno en el álbum «Seven», que si bien no gozó de un éxito sorprendente, al menos sí lo gozó desde el punto de vista musical. En el 2006 anuncia, junto con Phil Collins y Mike Rutherford el regreso de Genesis para una gira y para, tal vez, más proyectos.

## Vida personal
Tony Banks se casó con Margaret McBain el 29 de julio de 1972. Su luna de miel duró un solo día, ya que Banks se encontraba muy ocupado terminando el cuarto álbum de estudio de Genesis: Foxtrot. De esto, Banks dijo: «La banda se sentía mal por mí, así que le pagaron para que nos acompañe en el próximo tour». La pareja tiene dos hijos.

## Instrumentos empleados en los discos y en las actuaciones de Genesis

### Instrumentario general

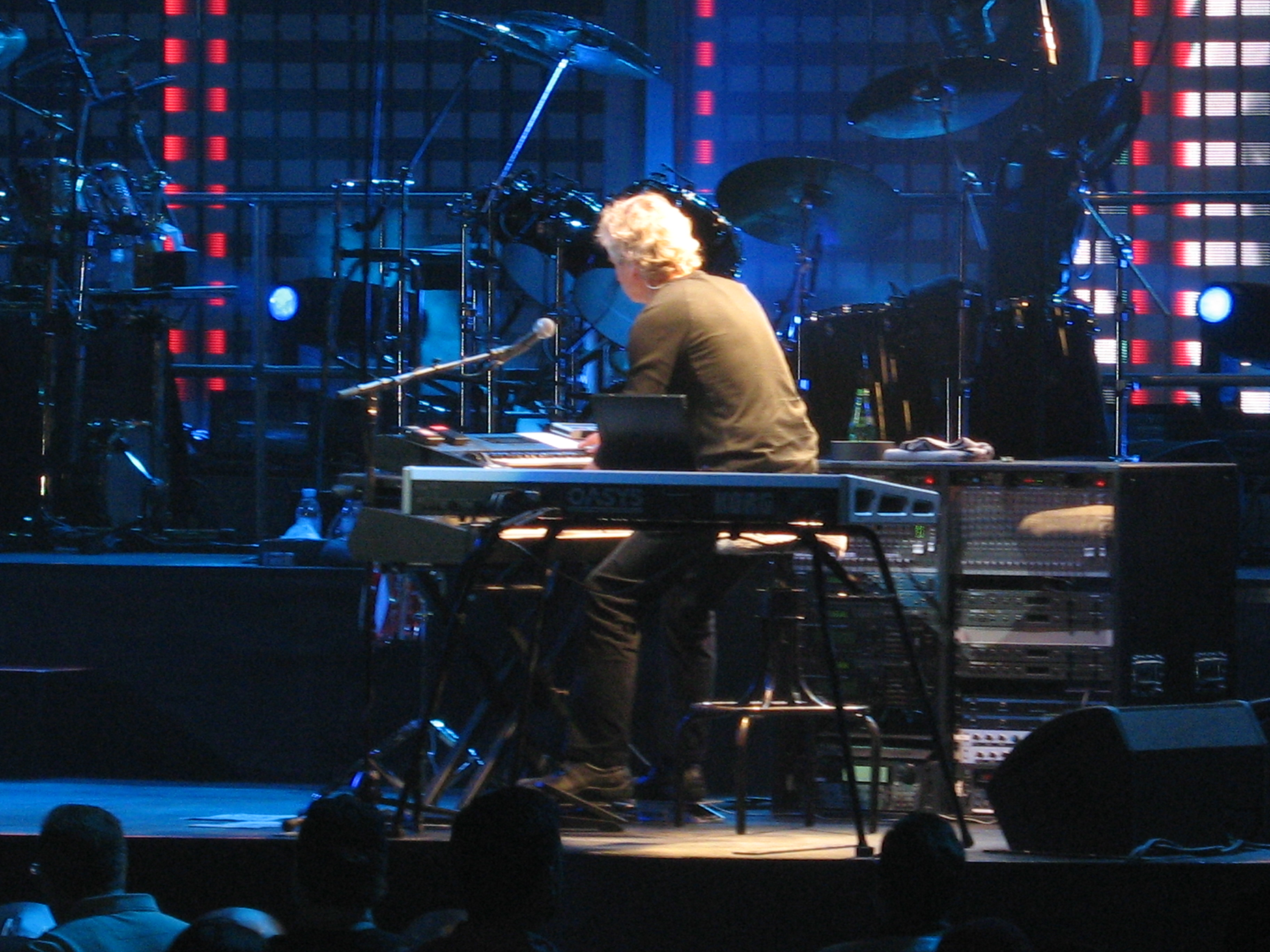
Tony Banks Con Genesis en Washington.

#### Sintetizadores
- ARP Pro Soloist
- ARP 2600
- ARP Quadra
- Pedalera de bajos Moog Taurus I
- Moog Polymoog
- Roland RS-202 Strings
- Yamaha CS-80
- Sequential Circuits Prophet 5
- Sequential Circuits Prophet 10
- New England Digital Synclavier II
- Yamaha DX7
- Yamaha KX76
- Korg Wavestation
- Korg Oasys
- Roland JD-800
- Ensoniq VFX

#### Órganos
- Hammond L-122
- Hammond T-102

#### Melotrones
- Mellotron Mk II
- Mellotron M400

#### Pianos
- Hohner Pianet
- RMI Electra 368
- Fender Rhodes
- Yamaha CP-70

#### Samplers
- E-Mu Emulator
- E-mu Emulator II

#### Cajas de ritmos
- Roland CR-78
- LinnDrum
- E-Mu SP1200

#### Varios
- Roland VP-330 Vocoder Plus
- Roland GR-500 Guitar Synthesizer

#### Efectos
- MXR Phase 100
- MXR 10-band Graphic Eq
- MXR Stereo Chorus
- Boss CE-1 Chorus
- Roland RE-201 Space Echo
- Altavoz Leslie

### Por obras

#### From Genesis to Revelation(1968 - 1969)
- - Piano
  - Órgano Farfisa
  - Órgano Hammond

#### Trespass,Nursery Cryme,Foxtrot(1970 - 1973)
- - Piano
  - Órgano Hammond L-122
  - Hohner Pianet
  - Mellotron Mk II
  - Guitarra de 12 cuerdas

- - Efectos:
    - Altavoz giratorio: en principio casero y de segunda mano; más tarde, un altavoz Leslie.
    - Fuzz en el Pianet

#### Selling England By The Pound(1973 - 1974)
- - Piano
  - Hammond T-102
  - Sintetizador ARP Pro Soloist
  - Hohner Pianet
  - Mellotron M400 [Cintas: 3 violines, coro de 8 voces, cobre]
  - Guitarra de 12 cuerdas

- - Efectos:
    - Altavoz Leslie
    - Fuzz en el Pianet

#### The Lamb Lies Down On Broadway(1974 - 1975)
- - Piano
  - Hammond T-102 tonewheel organ
  - Sintetizador ARP Pro Soloist
  - RMI Electra 368
  - Melotrón M400
  - Sintetizador de cuerdas Elka Rhapsody

- - Efectos:
    - Altavoz Leslie
    - Fuzz effect and MXR Phase 100 phaser en el Electra

#### A Trick Of The Tail(1975 - 1976)
- - Piano
  - Hammond T-102 tonewheel organ
  - Sintetizador ARP Pro Soloist
  - Sintetizador ARP 2600
  - Piano electrónico RMI Electra 368
  - Melotrón 400
  - Guitarra de 12 cuerdas

- - Efectos:
    - Altavoz Leslie (empleado también a veces con el ProSoloist y con el melotrón)
    - Fender Blender fuzz effect y MXR Phase 100 phaser en el Electra
    - Dispositivo de eco Echoplex tape en los ARP
    - Parametric EQ y Echoplex tape echo en el melotrón

#### Wind & Wuthering,Seconds Out(1976 - 1977)
- - Piano
  - Hammond T-102 tonewheel organ
  - Sintetizador ARP Pro Soloist
  - Sintetizador ARP 2600
  - Piano electrónico RMI Electra 368
  - Melotrón M400
  - Sintetizador de cuerdas Roland RS-202
  - Piano eléctrico Fender Rhodes
  - Guitarra de 12 cuerdas (solo en Seconds Out)

- - Efectos:
    - MXR Phase 100 y Boss CE-1 Stereo Chorus en el órgano (para sustituir el altavoz giratorio)
    - Fender Blender fuzz effect y MXR Phase 100 phaser en el Electra
    - Dispositivo de eco de cinta Roland RE-201 Space Echo en los ARP
    - MXR 10-band Graphic EQ y Roland RE-201 Space Echo en el melotrón

#### ...And Then There Were Three...(1978)
- - Piano de cola eléctrico Yamaha CP-70
  - Hammond T-102 tonewheel organ
  - Sintetizador ARP 2600
  - Sintetizador Moog Polymoog
  - Melotrón M400
  - Sintetizador de cuerdas Roland RS-202

- - Efectos:
    - Boss CE-1 Stereo Chorus en el piano de cola eléctrico
    - MXR Phase 100 y Boss CE-1 en el órgano
    - Dispositivo de eco de cinta Roland RE-201 Space Echo en el ARP 2600
    - MXR 10-band Graphic EQ y Roland RE-201 Space Echo en el melotrón
    - MXR Distortion+ y Phase 100 en el Polymoog

#### Duke(1979 - 1980)
- - Piano
  - Sintetizador Yamaha CS-80
  - Sintetizador Moog Polymoog
  - Sintetizador ARP 2600
  - Piano de cola eléctrico Yamaha CP-70
  - Hammond T-102 tonewheel organ
  - Guitarra de 12 cuerdas

- - Sintetizador ARP Quadra (para los conciertos)
  - Sintetizador Sequential Circuits Prophet V (rev 2) (para los conciertos)
  - Sintetizador Roland VP-330 con vocoder y mezcla de coros y cuerdas (para los conciertos)

- - Efectos:
    - Boss CE-1 Stereo Chorus en el piano de cola eléctrico
    - MXR Phase 100 y Boss CE-1 en el órgano
    - MXR Digital Delay
    - MXR Distortion+ y Stereo Chorus en el Prophet-5

#### Abacab,Three Sides Live(1981 - 1982)
- - Piano
  - Sintetizador Yamaha CS-80
  - Sintetizador Moog Polymoog
  - Piano de cola eléctrico Yamaha CP-70
  - Sintetizador ARP Quadra
  - Sintetizador Sequential Circuits Prophet-5 (rev 2)
  - Sintetizador Sequential Circuits Prophet-10
  - Sintetizador Roland VP-330 con vocoder y mixtura de coro y cuerda
  - Sintetizador EDP Wasp

- - Efectos:
    - Boss CE-1 Stereo Chorus en el piano de cola eléctrico
    - MXR Phase 100 and Boss CE-1 en los sonidos de órgano del Prophet-10
    - Dispositivos digitales de delay MXR y Lexicon

#### Genesis(1983 - 1984)
- - Piano de cola eléctrico Yamaha CP-70
  - Sintetizador ARP Quadra
  - Sintetizador Sequential Circuits Prophet-10
  - Sintetizador NED Synclavier II digital
  - Sampler digital E-Mu Emulator
  - Vocoder Roland VP-330

- - Efectos:
    - Boss CE-1 Stereo Chorus en el piano de cola eléctrico
    - MXR Phase 100 y Boss CE-1 en los sonidos de órgano del Prophet-10
    - Dispositivos digitales de delay MXR y Lexicon

#### Invisible Touch(1986 - 1987)
- - Yamaha CP-70 (w/MIDI)
  - ARP Quadra (w/MIDI)
  - Sequential Circuits Prophet-10 (w/MIDI)
  - NED Synclavier II digital synthesizer
  - E-Mu Emulator II
  - Yamaha DX7
  - Rack modules
  - Akai S900
  - Roland MKS-80
  - Korg DVP
  - Yamaha TX816 synthesizer (eight DX7s in a rack)

- - Efectos
    - Syco Systems MIDI switcher
    - Yamaha REV7 digital reverb
    - Lexicon digital delays

#### We Can't Dance(1991 - 1992)
- - Korg Wavestation
  - Roland
  - Arp pro
  - Roland MK-80 digital piano / mother keyboard
  - Roland VK-1000 digital organ / electric piano [studio only]
  - Ensoniq VFX synthesizer [studio only]
  - Yamaha CP-80 electric grand piano [studio only]
  - Touring Rack 1
  - E-mu Emulator Three sampler
  - Kurzweil 1000PX digital piano module
  - Alesis MMT-8 sequencer
  - MidiTemp PMM88 MIDI patchbay with remote controller
  - Yamaha SPX1000 and SPX90 effects
  - Roland reverberation unit
  - Roland M480 mixer
  - Touring Rack 2
  - E-mu Proteus/2 XR sample playback modules

(four units with custom samples, one regular)
- - Voce DMI-64 MkII digital organ module (two units)
  - Yamaha TX7 synth module
  - MidiGate (four units)
  - Roland M480 mixer

#### ...Calling All Stations...(1997 - 1998)
- - Korg Trinity synthesizer
  - Korg Wavestation synthesizer
  - Roland JD-800 synthesizer
  - Roland JV-1080 rack synthesizer
  - Yamaha CP-80 electric grand piano
  - Touring Instruments
  - Korg Trinity Plus synthesizer
  - Roland A-90 mother keyboard
  - Roland JD-800 synthesizer
  - Touring Racks
  - E-mu Emulator 4 sampler (two units)
  - Korg Wavestation SR synthesizer (two units)
  - Korg Wavestation A/D synthesizer
  - Korg 01R/W synthesizer
  - Roland JV-1080 synthesizer
  - E-mu Proteus/2 XR sample playback module (three units)
  - E-mu Proteus/2 XR Orchestral sample playback module
  - E-mu Proteus/1 sample playback module
  - E-mu Vintage Keys sample playback module (two units)
  - Yamaha TX7 synth module
  - Alesis MMT-8 sequencer
  - Mackie LM3204 line mixer
  - Yamaha SPX1000 effects processor (four units)
  - Roland SRV-2000 effects processor
  - Opcode Studio 5 LX MIDI processor (two units)
  - Custom-made MIDI mixer (two units)
  - Yamaha PLS1 line selector
  - Shure SM600 transmitter
  - Chiddingfold mixer (for ear monitor sound)
  - EMO RK1 rack light

## Discografía a su nombre

### Álbumes de estudio
- A Curious Feeling (1979)
- The Fugitive (1983)
- Still (1991)
- Seven: A Suite for Orchestra (2004)
- Six Pieces for Orchestra (2012)
- Five (2018)

### Bandas de sonido
- The Wicked Lady (1983)
- Soundtracks (1986)

### Compilaciones
- A Chord Too Far (2015)
- Banks Vaults: The Albums 1979–1995 (2019)

### Como Bankstatement
- Bankstatement (1989)

### Como Strictly Inc.
- Strictly Inc. (1995)

## Posiciones en las listas de éxitos
A Curious Feeling - Reino Unido - n.º 21
Sencillos: Oct 79 - For a while/From the undertow (EE. UU.)
Jul 80 - A curious feeling/For a while (EE. UU.)
The Fugitive - Reino Unido - n.º 50
Sencillos: Aug 83 - And the wheels keep turning/Man of spells (EE. UU.)